# Pont d'Achères
Le pont d'Achères est en fait un projet d'une 2x2 voies entre la RN184 au niveau de la ville d'Achères (78) et la RD190 à Triel Sur Seine, et comportant un viaduc au-dessus de la Seine, traversant les communes d'Achères, Carrières-sous-Poissy, Triel-sur-Seine et Chanteloup-les-Vignes, dans les Yvelines, en France. Avec un coût prévisionnel de 200 millions d'euros, le projet est  porté par le département des Yvelines, avec une mise en service prévue pour 2027.

## Description
Le but du chantier est de passer la RD30 à 2x2 voies et de créer une liaison de 2x2 voies entre la RD 30 et la RD 190. Les 6 km seraient couverts par 3,4 km de nouvelles routes et 2,6 km de routes existantes, par une requalification de celles-ci. Le pont d'Achères est prévu pour le franchissement de la Seine. Il s'agit d'un viaduc de 780 mètres atteignant 7,5 mètres de hauteur, et il permettrait de compléter la liaison. Le futur trafic quotidien est estimé à 100 000 véhicules par jour.
Initialement estimé à 120 millions d'euros, le projet est réévalué à plus de 200 millions d'euros, à la suite de modifications.

## Controverse
Le 7 mai 2012 et à l'issue de l'enquête publique le Commissaire-enquêteur a émis un défavorable en ce qui concerne l'utilité publique du projet.
En 2013, 3 associations ont attaqué l'arrêté préfectoral de déclaration d'utilité publique. Celles-ci dénonçaient « un projet bâclé et en décalage avec les attentes des citoyens et les besoins du territoire. » De plus, elles exprimaient des craintes concernant une possible explosion des coûts. Cependant, le recours a été rejeté en 2014 puis en 2016 en appel.
Finalement, l'enquête publique conduite entre 2022 et 2023 aboutit à un avis favorable, malgré 7 recommandations et un avis concernant notamment les niveaux de pollution sonore et de pollution de l'air, des risques pour la faune, le respect des normes environnementales, et des besoins en protection de la circulation piétonne. Enfin, la préemption de terrain est contestée par certains propriétaires qui déplorent un prix du mètre carré dégradé.
Le 03 juillet 2023, la préfecture des Yvelines publie l'arrêté relatif à la loi sur l'eau et à l'autorisation de destruction d'espèces protégées. L'autorisation de défrichement est entachée d'illégalité, le département ne possédant pas la totalité des parcelles demandées à ce titre.
Les associations environnementales déposent alors un référé suspension et un recours contentieux contre l'arrêté préfectoral.